# The Fifteen Decisive Battles of the World
The Fifteen Decisive Battles of the World : From Marathon to Waterloo (titre original : Les Quinze Batailles décisives du monde : de Marathon à Waterloo) est un livre écrit par Sir Edward Shepherd Creasy, publié en 1851.

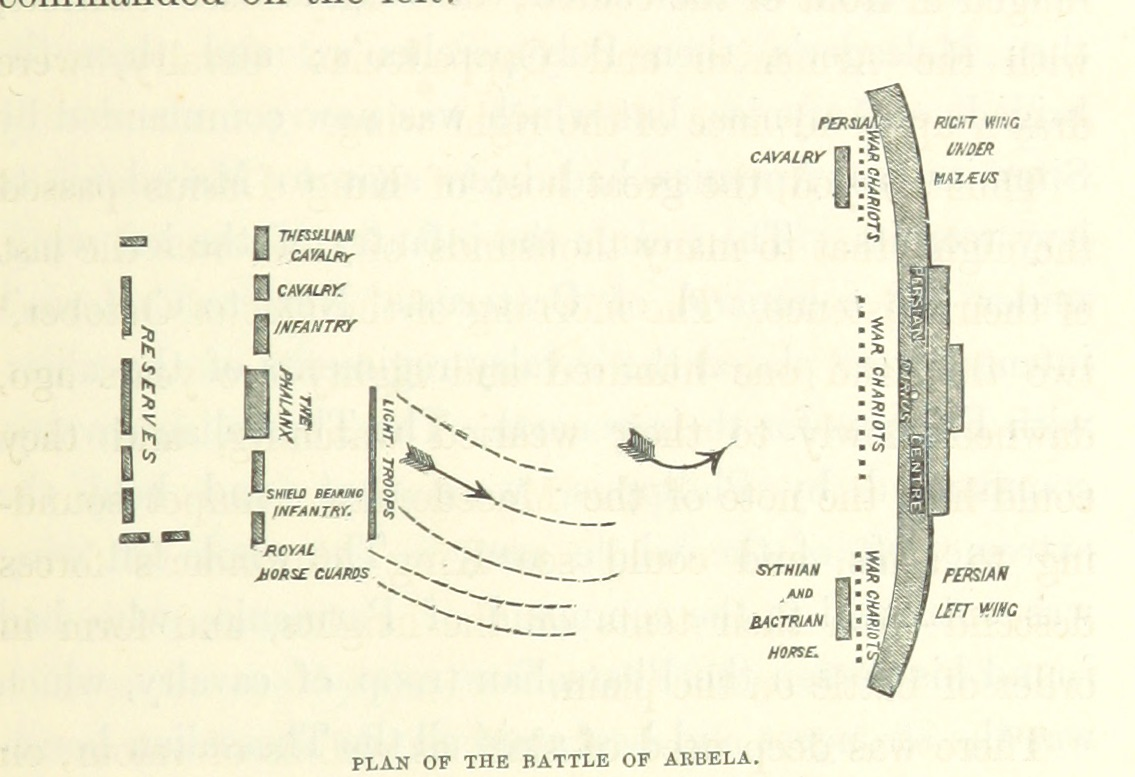
The Fifteen Decisive Battles of the World (1851)

Ce livre raconte l'histoire des quinze engagements militaires, qui, selon l'auteur, ont eu un impact significatif sur l'histoire du monde. Des historiens ultérieurs ont ajouté des batailles à cette liste : bataille de Gettysburg (1863), bataille de Sedan (1870), bataille de Santiago de Cuba (1898)...

## Engagements
1. bataille de Marathon, 490 av. J.-C.
2. bataille de Syracuse, 413 av. J.-C.
3. bataille de Gaugamèles, 331 av. J.-C.
4. bataille du Métaure, 207 av. J.-C.
5. bataille de Teutobourg, 9 après J.-C.
6. bataille des champs Catalauniques, 451
7. Bataille de Poitiers, 732
8. bataille d'Hastings, 1066
9. victoire de Jeanne d'Arc, 1429
10. défaite de l'Invincible Armada, 1588
11. bataille de Blenheim, 1704
12. bataille de Poltava, 1709
13. batailles de Saratoga, 1777
14. bataille de Valmy, 1792
15. bataille de Waterloo, 1815